# Tallis Obed Moses
Tallis Obed Moses (* 24. října 1954) je vanuatský politik, pastor a od roku 2017 prezident Vanuatu.

## Životopis
Po skončení studia pracoval jako učitel než v roce 1978 šel studovat na Presbyteriánský biblický institut Tangoa v South Santo a později v letech 1980 až 1981 na Sydney Missionary and Bible College v Sydney, na které obdržel diplom. Následná studie teologie na Talua Theological Institutu vzdělávání dokončil v roce 1985 s dalším diplomem. V roce 1987 převzal jako pastor svůj první kostel od Světová aliance reformovaných církví patřící vanuatské presbyteriánské církvi na ostrově Erromango. Během této doby získal v roce 1989 certifikát na Alan Walker College of Evangelism v Sydney a poté byl v letech 1990 až 1996 pastorem na svém rodném ostrově Ambrymu. V roce 1996 se stal pastorem kostela v Luganville, druhého největšího města Vanuaty, a později převzal kostel v hlavním městě Port Vila a stal se nejvyšším pastorem ve Vanuatu.
V návaznosti na náhlou smrtí prezidenta Vanuatu Baldwina Lonsdaleho kandidoval v prezidentských volbách. Ve čtvrtém kole hlasování konaného 6. července 2017 získal potřebnou dvoutřetinový počet hlasů a byl tedy zvolen novým prezidentem a ve stejný den složil i prezidentskou přísahu.